# Hypanthidioides sakagamii
Hypanthidioides sakagamii är en biart som först beskrevs av Urban 1994.  Hypanthidioides sakagamii ingår i släktet Hypanthidioides och familjen buksamlarbin. Inga underarter finns listade i Catalogue of Life.